# Kfz-Kennzeichen (Mauritius)
Das Kfz-Kennzeichen von Mauritius zeigen in der Regel weiße oder silberfarbene Aufschrift auf schwarzem Grund. Seit ca. 1996 wird das Datum der Erstzulassung dargestellt. Die Schilder beginnen mit einer fortlaufenden Zahlenkombination, gefolgt von zwei Buchstaben, die den Zulassungsmonat angeben (z. B. FB für Februar). Abschließend folgen zwei Ziffern, die Zulassungsjahr anzeigen (z. B. 02 für 2002). Falls es sich um ein gebraucht importiertes Fahrzeug handelt, erscheint der Buchstabe Z und zwei Ziffern des Jahres der Erstzulassung im Ursprungsland.

Das Nationalitätszeichen lautet MS.
| Image | First issued | Design | Slogan | Serial format | Serials issued | Notes |
| ----- | ------------ | ------ | ------ | ------------- | -------------- | ----- |
|       |              |        |        |               |                |       |